# Geologist
Brian Weitz, mer känd under artistnamnet Geologist, född 26 mars 1979, är en amerikansk musiker och en av medlemmarna i Animal Collective. Han har medverkat på sju av gruppens studioalbum, första gången på Danse Manatee. Han växte upp i Philadelphia och Baltimore men bor för närvarande i Washington D.C.
Han har fått sitt artistnamn på grund av pannlampan han bär under livespelningar för att se sin elektroniska utrustning.